# Camfed
Camfed (qui signifie Campaign for Female Education, Campagne pour l'éducation des femmes) est une organisation non gouvernementale internationale à but non lucratif, fondée en 1993, dont l'objectif est de réduire la pauvreté en Afrique en favorisant l'éducation des filles et l'autonomie des jeunes femmes.

## Historique

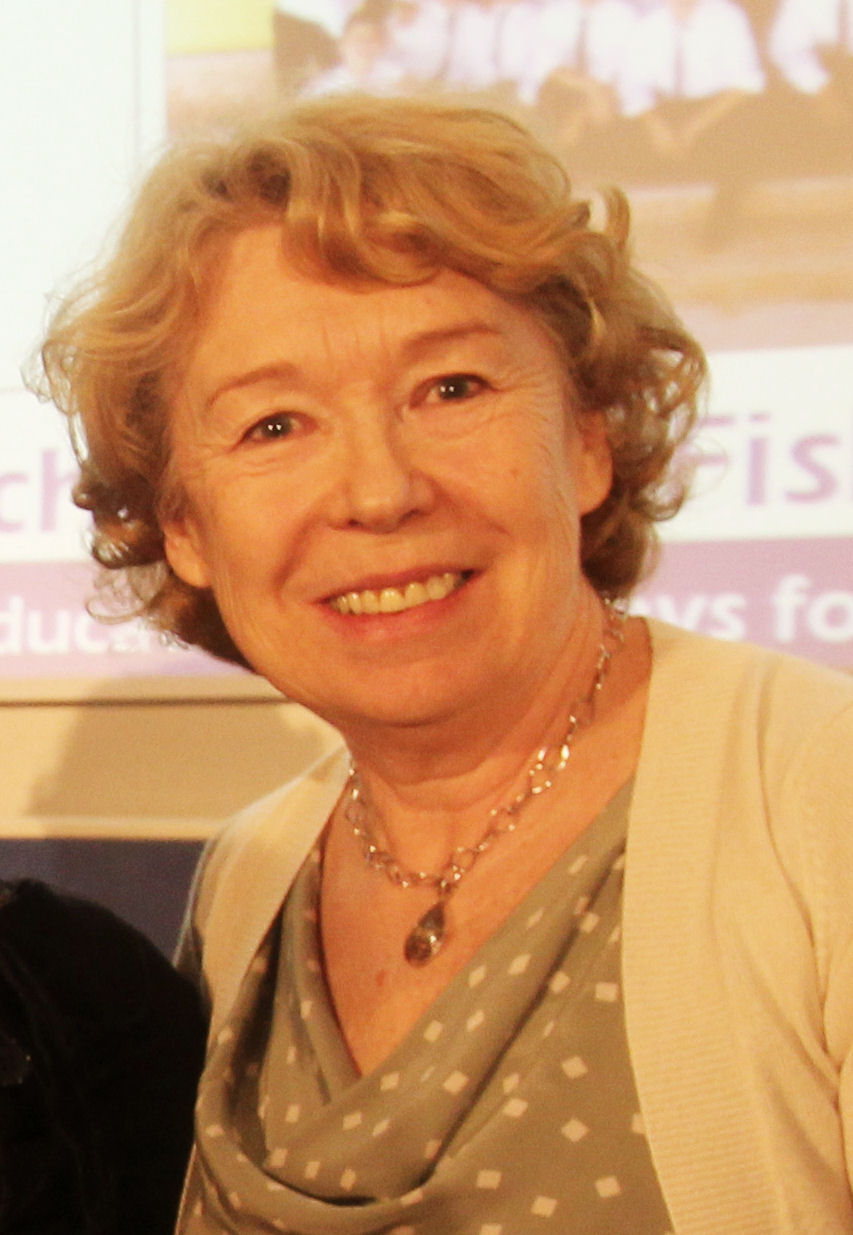
Ann Cotton, fondatrice de Camfed

Camfed est fondée en 1993 par la Britannique Ann Cotton, pour aider les jeunes femmes à aller à l'école alors qu'elles n'auraient pas eu accès à l'éducation en raison de la pauvreté de leur famille. L'idée de Camfed est née à l'issue d'un voyage de recherche au Zimbabwe, au cours duquel elle en est revenue convaincue que la faible scolarisation des filles était due à la pauvreté qui ne leur permettait pas de couvrir les frais de scolarité, et à la nécessité de travailler très jeune pour couvrir une partie des besoins économiques de cette famille. Les filles sont moins scolarisées que les garçons, pour lesquels les parents concèdent un effort : le marché du travail privilégie de fait encore les hommes, qui ont plus de chances d'y trouver un emploi stable, s'ils ont une scolarisation, et ont besoin de cet emploi pour fonder à terme un foyer autonome. Pour autant, une jeune femme éduquée a des revenus nettement supérieurs à ceux d’une femme analphabète. Elle est plus autonome. Elle se marie et a des enfants plus tard. Elle et ses enfants sont en meilleure santé, et, à leur tour, ses enfants ont plus de chances d’être scolarisés. L'éducation des jeunes femmes contribue à la bonne santé économique des pays et au renforcement du processus démocratique. Elle contribue également à une moindre diffusion de maladies telles que le sida,,,,.
Tout commence, pour cette initiative, par le soutien à quelques dizaines de filles, pour qu'elles fréquentent l'école secondaire, dans deux districts ruraux du Zimbabwe. En 2015, Camfed avait déjà soutenu la scolarisation de plus de 1,5 million d'enfants dans un réseau de 5 500 écoles au Ghana, au Malawi, en Tanzanie, en Zambie et au Zimbabwe,. En Tanzanie, cette organisation est animée par Penina Muhando. Julia Gillard, ancienne première ministre de l'Australie et présidente du Global Partnership for Education, devient en 2016 marraine et conseillère de l'organisation.

## Soutiens notables
Camfed a été soutenue par l'acteur Morgan Freeman, l'ancien Président américain Bill Clinton, l'auteure Doris Lessing, la chanteuse et compositrice Joan Armatrading, l'actrice, chanteuse et philanthrope Rihanna, la femme d'affaires et philanthrope Martha Lane Fox et l'actrice, mannequin et militante Emma Watson. L'entrepreneuse sociale ghanéenne Ayisha Fuseini est devenue une bienfaitrice du programme Camfed quand elle a soumis son projet de produits à base de beurre de karité.
Le prince Harry et Meghan Markle font régulièrement des dons à l'ONG (110.000 euros en 2020). Ainsi, en 2021, Camfed fait partie de la liste des associations pour les femmes et les filles auxquelles le couple demande de faire un don au lieu d'envoyer des cadeaux de naissance pour la naissance de leur fille Lilibet Diana.

## Prix, récompenses et reconnaissances
En 2014, la fondatrice de Camfed, Ann Cotton, se voit décerner le prix WISE pour l'éducation.
En 2021, Camfed reçoit le prix humanitaire Conrad N. Hilton de 2,5 millions de dollars ,.